# أولاف نيكولاس اولسن
أولاف نيكولاس اولسن (بالدنماركية: Oluf Nicolai Olsen)‏ هو عالم رسم الخرائط دنماركي، ولد في 4 مارس 1794، وتوفي في 19 ديسمبر 1848.